# Bernhard-Theater

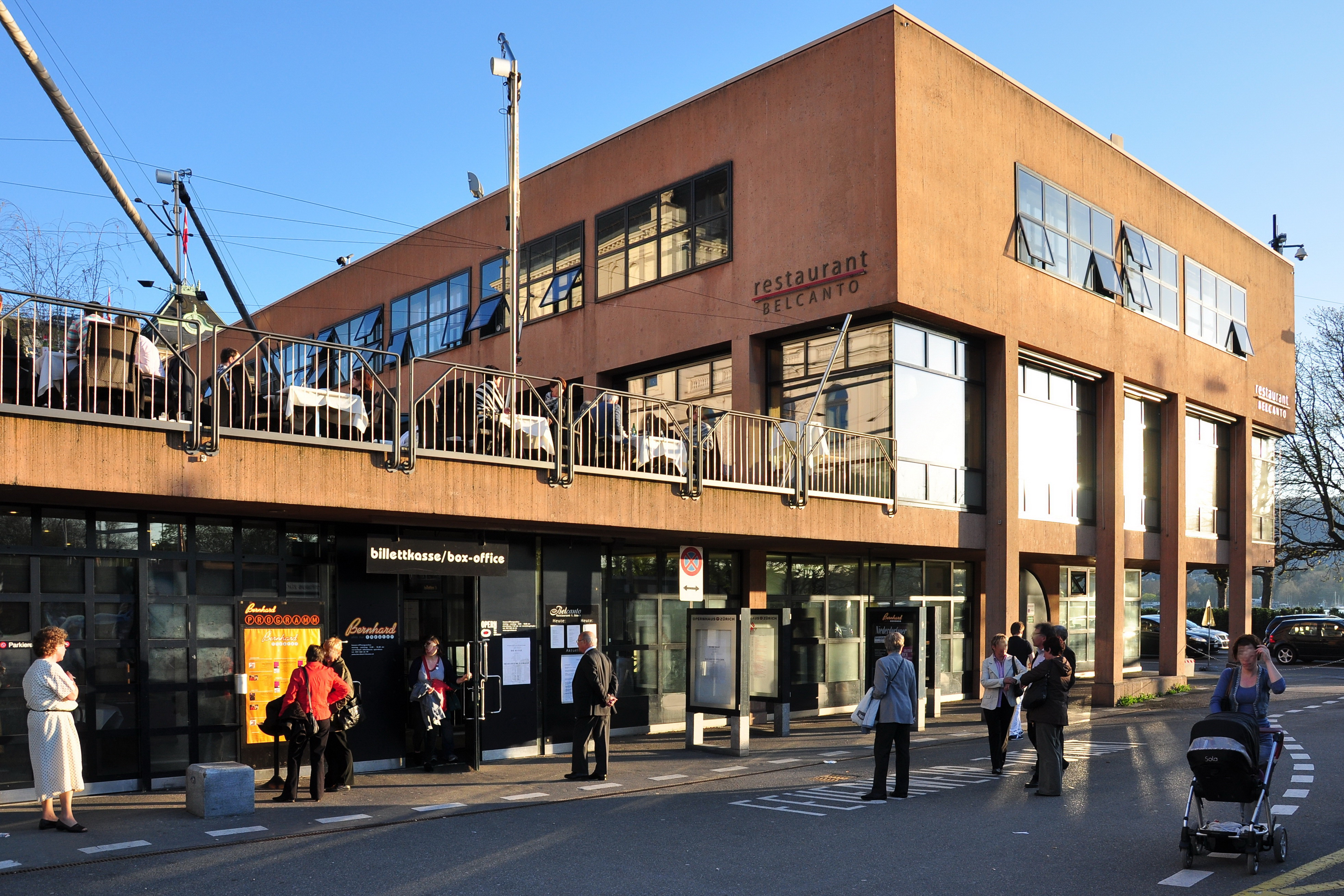
Eingang zum Theater vom Sechseläutenplatz

Das Bernhard-Theater ist eine als Privattheater gegründete Bühne im Zentrum von Zürich und wurde 1984 nach Plänen von Claude Paillard errichtet.

## Geschichte
1941 eröffnete der Schweizer Schauspieler Rudolf Bernhard in einem 1925 erbauten Gebäude zwischen dem Opernhaus und dem Utoquai das nach ihm benannte Theater. Am 19. Dezember 1941 öffnete sich mit der Kabarett-Revue Härzlig willkomme zum ersten Mal der Vorhang im ehemaligen «Grand Café Esplanade». Bernhard sah sich der leichten Muse verpflichtet, es wurden überwiegend Lustspiele gezeigt, er selber trat häufig als Komiker auf. In fast 7000 Vorstellungen sah das Publikum bis 1962 prominente Schweizer Künstler wie Heinrich Gretler, Peter W. Staub, Emil Hegetschweiler oder Walter Roderer. Maria Schell gab hier ihr Bühnendebüt, Hans Moser und Heinz Rühmann konnten gastweise gewonnen werden.
Nach dem Tod Bernhards im Oktober 1962 übernahmen die Brüder Eynar und Vincent Grabowsky die Leitung des Hauses und erweiterten das Programmangebot unter anderem um Chansonabende, Musicals und Travestie-Shows. Gemeinsam mit Hans Gmür und Karl Suter rief Eynar Grabowsky 1974 den sogenannten «Bernhard-Apéro» ins Leben, bei dem wöchentlich prominente Gäste auftraten.
1981 wurde das Gebäude zugunsten der Erweiterung des Opernhauses abgerissen. Drei Jahre spielte man im Restaurant «Kaufleuten», ehe das Theater am 27. Dezember 1984 am Sechseläutenplatz neu eröffnet wurde. Eynar Grabowsky starb 1995 durch Suizid und hinterliess das nicht subventionierte Theater hochverschuldet, so dass 1999 das Konkursverfahren über die «Bernhard-Theater AG» eröffnet wurde. Der Theaterbetrieb konnte allerdings bis Mitte 2000 von der «Gesellschaft zur Förderung des Bernhard-Theaters» weitergeführt werden. Mit der Spielzeit 2000/01 übernahm Hans-Heinrich Rüegg den Direktorposten, musste aber wegen finanzieller Probleme zum Ende der Saison 2001/02 das Handtuch werfen. Neue Leiter wurden Daniel Lüscher und Peter Kyburz; auch ihnen gelang es nicht, kostendeckend zu arbeiten.
Aktuell liegt die Vermietung des Bernhard-Theaters in den Händen des Opernhauses Zürich. Leiterin ist seit Oktober 2014 die Schauspielerin Hanna Scheuring.

## Sonstiges
Das Theater verfügt über knapp 400 Sitzplätze in sogenannter Konsumationsbestuhlung und einen Restaurationsbetrieb. Der Theatersaal ist mehrstufig ansteigend. Das Haus wird von Theatergruppen, Tourneebühnen und Solokünstlern bespielt. Auf dem Programm stehen Komödien, Kriminalstücke, (Kinder-)Musicals und musikalische Lustspiele. Weiterhin gibt es nach wie vor die «Apéros».
Das 1984 neu errichtete Gebäude trägt im Volksmund den Namen Fleischchäs («Fleischkäse»).